# Prisma Volley
Maillots
Le club de volley-ball masculin de Tarente (et qui a changé plusieurs fois de nom en raison de changements de sponsors principaux), évolue au plus haut niveau national (Serie A1).

## Palmarès
Néant.

## Entraîneurs
- 2004-2007 :  Vincenzo Di Pinto
- Nov. 2007-nov. 2008 :  Radamés Lattari
- Juil. 2009-24 déc. 2009 :  Paolo Montagnani
- Déc. 2009-2010 :  Vincenzo Nacci

## Effectif de la saison en cours
Entraîneur : Radames Lattari  Brésil ; entraîneur-adjoint : Michele Totire  Italie
| No | Nom                        | Taille | Nationalité        |
| -- | -------------------------- | ------ | ------------------ |
| 1  | Maurizio Latelli           | 1,90   | Italie             |
| 2  | Michal Rak                 | 2,06   | République tchèque |
| 3  | Peter Nagy                 | 1,94   | Hongrie            |
| 5  | Konstantin Shumov          | 2,04   | Finlande/ Russie   |
| 6  | Stefano Durante            | 1,90   | Italie             |
| 7  | Giuseppe Patriarca         | 1,98   | Italie             |
| 8  | Maurizio Castellano        | 1,93   | Italie             |
| 9  | Marco Nuti                 | 1,90   | Italie             |
| 10 | Šime Vulin                 | 2,11   | Croatie            |
| 11 | Valentin Pereu             | 1,88   | Roumanie/ Moldavie |
| 15 | Alessandro Ardu            | 1,87   | Italie             |
| 16 | Idner Lima Martins « Idi » | 1,92   | Brésil             |
| 17 | Leandro Vissotto Neves     | 2,11   | Brésil             |